# Panika na stanici metra Němiga v Minsku
V panice a návalu do metra v běloruském hlavním městě Minsku bylo večer 30. května 1999 ušlapáno a udušeno 53 mladých lidí, kteří se vraceli z pivního festivalu spojeného s rockovým koncertem a chtěli se schovat před prudkým lijákem. Zhmožděniny a zlomeniny utrpělo dalších asi 250 lidí. Ministr vnitra Jurij Sivakov řekl, že většina z obětí byli mladí lidé mezi 14 a 18 lety. Běloruské úřady uvedly, že každá rodina, jejíž člen zemřel, dostane odškodnění sto milionů rublů a rakev zdarma.
Bělorusko mělo po události třídenní smutek.